# Elektronische programmagids
Een elektronische programmagids (afgekort: EPG) is software waarmee men op televisie extra informatie kan krijgen over de programmering. Een aantal dagen van tevoren, soms enkele weken, is actuele programmering te raadplegen. Het is ook vaak mogelijk om via de elektronische programmagids een bepaald soort programma of genre te zoeken of op te nemen.
De elektronische programmagids werkt real-time; wijzigingen in de programmering worden direct aangepast.
Deze gids is op te roepen met de afstandsbediening van de televisie of settopbox of aangesloten laptops of tablets. Hoeveel informatie de EPG weergeeft kan verschillen per aanbieder en per abonnement, in de regel geeft een EPG erg gedetailleerde programma-informatie. Denk hierbij aan een korte omschrijving van het programma, de acteurs of gasten die in het programma voorkomen, de tijdsduur van het programma en dergelijke.